# 梅胡莉·戈什
梅胡莉·戈什（Mehuli Ghosh，2000年11月20日—），印度女子射击运动员，2018年夏季青年奥运会女子10米气步枪银牌得主、2018年英联邦运动会女子10米气步枪银牌得主、2019年南亚运动会女子10米气步枪金牌得主。